# Élections législatives de 1973 dans l'Allier
Les élections législatives françaises de 1973 se déroulent les 4 et 11 mars 1973. Dans le département de l'Allier, quatre députés sont à élire dans le cadre de quatre circonscriptions.

## Élus
| Circonscription | Député sortant   | Parti | Parti | Député élu ou réélu | Parti | Parti         |
| --------------- | ---------------- | ----- | ----- | ------------------- | ----- | ------------- |
| 1re             | Hector Rolland   |       | UDR   | Hector Rolland      |       | UDR           |
| 2e              | Henri Védrines   |       | PCF   | Maurice Brun        |       | Divers droite |
| 3e              | Pierre Villon    |       | PCF   | Pierre Villon       |       | PCF           |
| 4e              | Gabriel Péronnet |       | Rad   | Gabriel Péronnet    |       | MR            |

## Résultats

### Résultats à l'échelle du département
| Parti                 | Parti                                   | Premier tour | Premier tour | Second tour | Second tour | Sièges |
| Parti                 | Parti                                   | Voix         | %            | Voix        | %           | Sièges |
| --------------------- | --------------------------------------- | ------------ | ------------ | ----------- | ----------- | ------ |
|                       | Parti communiste français               | 58 338       | 30,32        | 87 848      | 45,26       | 1      |
|                       | Parti socialiste                        | 31 456       | 16,35        | Retrait     | Retrait     | 0      |
|                       | Union de la gauche                      | 89 794       | 46,67        | 87 848      | 45,26       | 1      |
|                       |                                         |              |              |             |             |        |
|                       | Union des démocrates pour la République | 41 206       | 21,42        | 51 573      | 26,57       | 1      |
|                       | Divers droite                           | 23 562       | 12,25        | 27 080      | 13,95       | 1      |
|                       | Républicains indépendants               | 6 613        | 3,44         | Retrait     | Retrait     | 0      |
|                       | Union des républicains de progrès       | 71 381       | 37,10        | 78 653      | 40,53       | 2      |
|                       |                                         |              |              |             |             |        |
|                       | Mouvement réformateur                   | 27 488       | 14,29        | 27 577      | 14,21       | 1      |
|                       | Lutte ouvrière                          | 3 719        | 1,93         |             |             | 0      |
|                       |                                         |              |              |             |             |        |
| Inscrits              | Inscrits                                | 243 649      | 100,00       | 243 629     | 100,00      | 4      |
| Abstentions           | Abstentions                             | 47 086       | 19,33        | 43 508      | 17,86       |        |
| Votants               | Votants                                 | 196 563      | 80,67        | 200 121     | 82,14       |        |
| Blancs et nuls        | Blancs et nuls                          | 4 181        | 2,13         | 6 043       | 3,02        |        |
| Exprimés              | Exprimés                                | 192 382      | 97,87        | 194 078     | 96,98       |        |
| Source : Data.gouv.fr |                                         |              |              |             |             |        |

### Résultats par circonscription

#### Première circonscription (Moulins)
| Candidat       | Candidat                     | Parti          | Premier tour | Premier tour | Second tour | Second tour |  |
| Candidat       | Candidat                     | Parti          | Voix         | %            | Voix        | %           |  |
| -------------- | ---------------------------- | -------------- | ------------ | ------------ | ----------- | ----------- |  |
|                | Hector Rolland sortant réélu | UDR (URP)      | 17 619       | 40,41        | 22 966      | 51,99       |  |
|                | Jean Desgranges              | PCF            | 11 300       | 25,91        | 21 209      | 48,01       |  |
|                | Jean-Paul Desgranges         | PS (UGSD)      | 10 031       | 23           | Retrait     | Retrait     |  |
|                | Roseline Desplats            | MR             | 3 576        | 8,2          |             |             |  |
|                | Henri Peschaud               | LO             | 1 079        | 2,47         |             |             |  |
|                |                              |                |              |              |             |             |  |
| Inscrits       | Inscrits                     | Inscrits       | 55 892       | 100,00       | 55 883      | 100,00      |  |
| Abstentions    | Abstentions                  | Abstentions    | 11 217       | 20,07        | 9 934       | 17,78       |  |
| Votants        | Votants                      | Votants        | 44 675       | 79,93        | 45 949      | 82,22       |  |
| Blancs et nuls | Blancs et nuls               | Blancs et nuls | 1 070        | 2,4          | 1 774       | 3,86        |  |
| Exprimés       | Exprimés                     | Exprimés       | 43 605       | 97,6         | 44 175      | 96,14       |  |

#### Deuxième circonscription (Montluçon)
| Candidat       | Candidat               | Parti          | Premier tour | Premier tour | Second tour | Second tour |  |
| Candidat       | Candidat               | Parti          | Voix         | %            | Voix        | %           |  |
| -------------- | ---------------------- | -------------- | ------------ | ------------ | ----------- | ----------- |  |
|                | Henri Védrines sortant | PCF            | 18 885       | 36,21        | 26 184      | 49,16       |  |
|                | Maurice Brun élu       | Divers centre  | 17 703       | 33,94        | 27 080      | 50,84       |  |
|                | Marie-Thérèse Eyquem   | PS (UGSD)      | 7 696        | 14,75        | Retrait     | Retrait     |  |
|                | André Bodeau           | RI (URP)       | 6 613        | 12,68        | Retrait     | Retrait     |  |
|                | Michelle Loux          | LO             | 1 263        | 2,42         |             |             |  |
|                |                        |                |              |              |             |             |  |
| Inscrits       | Inscrits               | Inscrits       | 64 639       | 100,00       | 64 636      | 100,00      |  |
| Abstentions    | Abstentions            | Abstentions    | 11 518       | 17,82        | 10 168      | 15,73       |  |
| Votants        | Votants                | Votants        | 53 121       | 82,18        | 54 468      | 84,27       |  |
| Blancs et nuls | Blancs et nuls         | Blancs et nuls | 961          | 1,81         | 1 204       | 2,21        |  |
| Exprimés       | Exprimés               | Exprimés       | 52 160       | 98,19        | 53 264      | 97,79       |  |

#### Troisième circonscription (Gannat)
| Candidat       | Candidat                    | Parti          | Premier tour | Premier tour | Second tour | Second tour |  |
| Candidat       | Candidat                    | Parti          | Voix         | %            | Voix        | %           |  |
| -------------- | --------------------------- | -------------- | ------------ | ------------ | ----------- | ----------- |  |
|                | Pierre Villon sortant réélu | PCF            | 15 988       | 37,02        | 23 109      | 53,43       |  |
|                | Joseph Katz                 | UDR (URP)      | 12 412       | 28,74        | 20 144      | 46,57       |  |
|                | Henri Sarron                | PS (UGSD)      | 7 554        | 17,49        | Retrait     | Retrait     |  |
|                | Jacques Dupuydauby          | Divers droite  | 5 014        | 11,61        |             |             |  |
|                | Annie Souchon               | LO             | 1 377        | 3,19         |             |             |  |
|                | Robert Forge                | Divers droite  | 845          | 1,96         |             |             |  |
|                |                             |                |              |              |             |             |  |
| Inscrits       | Inscrits                    | Inscrits       | 54 749       | 100,00       | 54 744      | 100,00      |  |
| Abstentions    | Abstentions                 | Abstentions    | 10 610       | 19,38        | 9 577       | 17,49       |  |
| Votants        | Votants                     | Votants        | 44 139       | 80,62        | 45 167      | 82,51       |  |
| Blancs et nuls | Blancs et nuls              | Blancs et nuls | 949          | 2,15         | 1 914       | 4,24        |  |
| Exprimés       | Exprimés                    | Exprimés       | 43 190       | 97,85        | 43 253      | 95,76       |  |

#### Quatrième circonscription (Vichy)
| Candidat       | Candidat                       | Parti          | Premier tour | Premier tour | Second tour | Second tour |  |
| Candidat       | Candidat                       | Parti          | Voix         | %            | Voix        | %           |  |
| -------------- | ------------------------------ | -------------- | ------------ | ------------ | ----------- | ----------- |  |
|                | Gabriel Péronnet sortant réélu | Rad (MR)       | 23 912       | 44,76        | 27 577      | 51,66       |  |
|                | Charles Marcilly               | PCF            | 12 165       | 22,77        | 17 346      | 32,49       |  |
|                | Axel Guillaumin                | UDR (URP)      | 11 175       | 20,92        | 8 463       | 15,85       |  |
|                | André Pruneyre                 | PS (UGSD)      | 6 175        | 11,56        |             |             |  |
|                |                                |                |              |              |             |             |  |
| Inscrits       | Inscrits                       | Inscrits       | 68 369       | 100,00       | 68 366      | 100,00      |  |
| Abstentions    | Abstentions                    | Abstentions    | 13 741       | 20,1         | 13 829      | 20,23       |  |
| Votants        | Votants                        | Votants        | 54 628       | 79,9         | 54 537      | 79,77       |  |
| Blancs et nuls | Blancs et nuls                 | Blancs et nuls | 1 201        | 2,2          | 1 151       | 2,11        |  |
| Exprimés       | Exprimés                       | Exprimés       | 53 427       | 97,8         | 53 386      | 97,89       |  |